# Antheua marpissa
Antheua marpissa är en fjärilsart som beskrevs av Hans Daniel Johan Wallengren 1860. Antheua marpissa ingår i släktet Antheua och familjen tandspinnare. Inga underarter finns listade i Catalogue of Life.